# 로만디

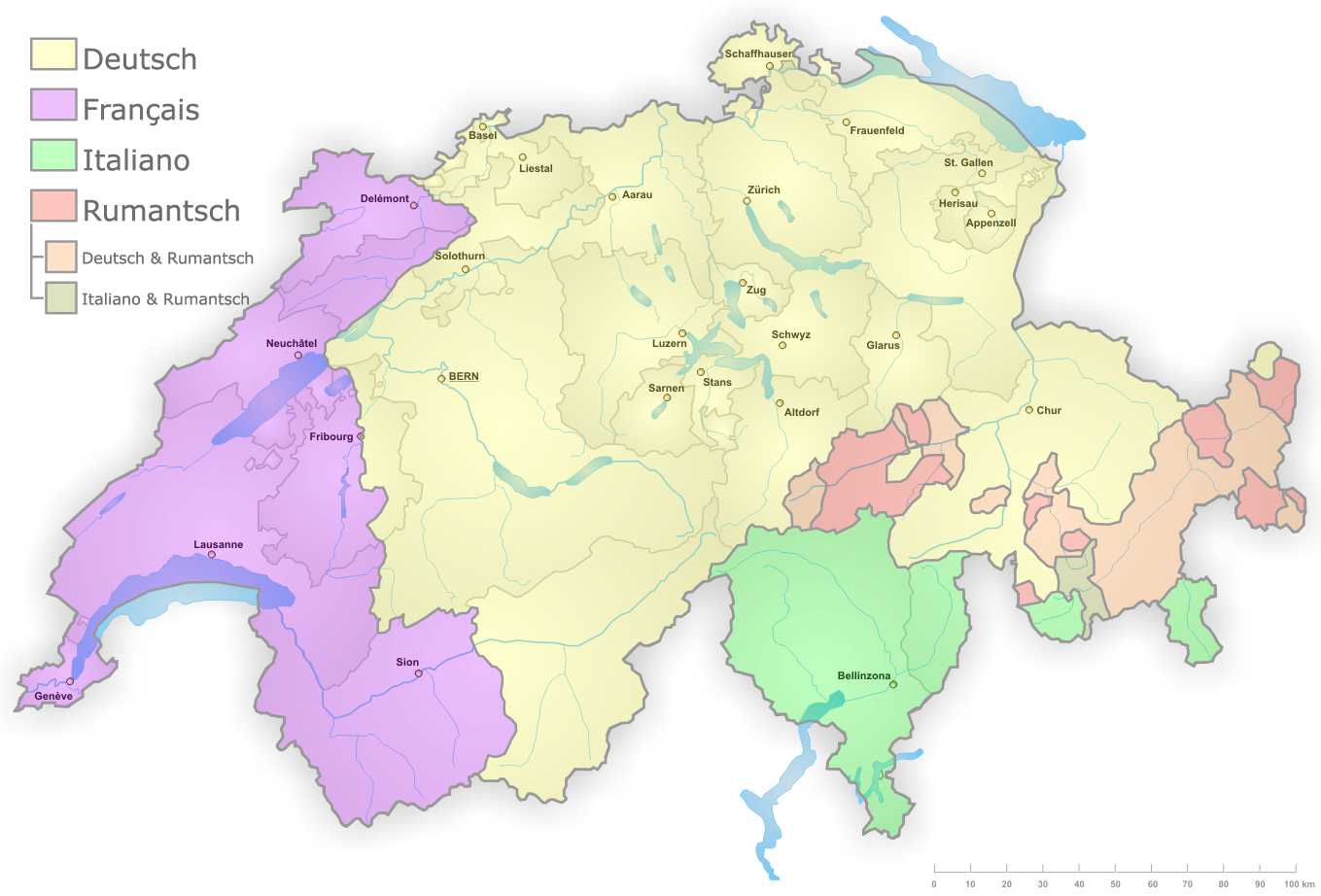
스위스의 각 언어권 지역을 표시한 지도 (보라색은 로만디)

로만디(프랑스어: Suisse romande, 독일어: Romandie, 영어: Romandy 또는 스위스 로만디)는 스위스의 서쪽에 위치해 있는 프랑스어를 말하고 있는 부분이다(어원학적으로 프랑스에서 노르망디와 비교해서). 지방적으로 스위스의 칸톤인 제네바주, 보주, 뇌샤텔주와 쥐라주, 베른주, 발레주와 프리부르주의 프랑스어를 말하고 있는 칸톤의 부분들을 보여주고 있다. 로만디에는 전부 약 100만명 반 또는 스위스 전체 인구의 20%가 살고 있다.

## 언어
스위스의 프랑스어설은 실제로 아무것도 원본에서 다르지 않다. 수사들의 구성에서 몇 개의 차이들이 존재하고 있다. 예를 들면 프랑스어의 본래 이설에서 90은 4배와 20과 10(프랑스어: quatre-vingt-dix)처럼 형태를 이루고 있지만, 스위스의 이설에선 단어 nonante와 기타가 존재하고 있다.
형식적으로 그리고 법률적으로 로만디는 지방처럼 존재하지 않고 있고 결코 존재하지 않고 있었지만, 이 용어는 표시들과 스위스의 연합시킨 프랑스어를 말하고 있는 주민들을 위해 사용되고 있다. 특별하게 그들을 위해 국영텔레비전채널인 TSR(프랑스어: Télévision Suisse Romande)가 존재하고 있다.

## 같이 보기
- 베른 쥐라
- 아르피타니아